# Coupe intercontinentale 2001
La Coupe intercontinentale 2001 est la 40e édition de la Coupe intercontinentale. Le match oppose le Bayern Munich, vainqueur de la Ligue des champions de l'UEFA 2000-2001 au Club Atlético Boca Juniors, vainqueur de la Copa Libertadores 2001.
Le match arbitré par le Danois Kim Milton Nielsen, se déroule au Tokyo National Stadium au Japon devant 51 360 spectateurs. Les deux clubs ne se départagent pas ni au bout des 90 minutes réglementaires (0-0), et c'est le Ghanéen Samuel Kuffour, élu homme du match, qui marque le but vainqueur pour le Bayern à la 109e minute. En 2017, le Conseil de la FIFA a reconnu avec document officiel (de jure) tous les champions de la Coupe intercontinentale avec le titre officiel de clubs de football champions du monde, c'est-à-dire avec le titre de champions du monde FIFA, initialement attribué uniquement aux gagnantsles de la Coupe du monde des clubs FIFA.

## Feuille de match
| 27 novembre 2001 | Bayern Munich       | 1 - 0 ap | CA Boca Juniors | Tokyo National Stadium, Tokyo                       |                                                     |
| 19h20 UTC+9      | Samuel Kuffour 109e |          |                 | Spectateurs : 51 360 Arbitrage : Kim Milton Nielsen | Spectateurs : 51 360 Arbitrage : Kim Milton Nielsen |
| 19h20 UTC+9      | Rapport             |          |                 | Spectateurs : 51 360 Arbitrage : Kim Milton Nielsen | Spectateurs : 51 360 Arbitrage : Kim Milton Nielsen |

| Bayern Munich | Boca Juniors |

| BAYERN MUNICH : |    |                  |        |      |
|                 |    |                  |        |      |
| G               | 1  | Oliver Kahn      |        |      |
| D               | 2  | Willy Sagnol     |        |      |
| D               | 3  | Bixente Lizarazu |        |      |
| D               | 4  | Samuel Kuffour   | Averti |      |
| D               | 12 | Robert Kovač     |        |      |
| M               | 8  | Niko Kovač       |        | 76e  |
| M               | 23 | Owen Hargreaves  | Averti | 76e  |
| M               | 17 | Thorsten Fink    |        |      |
| M               | 13 | Paulo Sérgio     |        |      |
| A               | 9  | Giovane Élber    | Averti |      |
| A               | 14 | Claudio Pizarro  |        | 119e |
| Remplaçants :   |    |                  |        |      |
| G               | 22 | Bernd Dreher     |        |      |
| G               | 33 | Stefan Wessels   |        |      |
| D               | 25 | Thomas Linke     |        |      |
| M               | 30 | Alou Diarra      |        |      |
| M               | 6  | Pablo Thiam      |        | 119e |
| M               | 10 | Ciriaco Sforza   |        | 76e  |
| A               | 19 | Carsten Jancker  |        | 76e  |
| Entraîneur :    |    |                  |        |      |
| Ottmar Hitzfeld |    |                  |        |      |

| BOCA JUNIORS : |    |                            |        |          |
|                |    |                            |        |          |
| G              | 1  | Óscar Córdoba              |        |          |
| D              | 4  | Jorge Daniel Martínez      |        | 17e      |
| D              | 3  | Rolando Schiavi            | Averti |          |
| D              | 6  | Nicolás Burdisso           |        |          |
| D              | 2  | Clemente Rodríguez         | Averti |          |
| M              | 5  | Mauricio Serna             | Averti |          |
| M              | 13 | Cristian Traverso (en)     |        |          |
| M              | 26 | Javier Villarreal (en)     |        | 99e      |
| M              | 10 | Juan Román Riquelme        |        |          |
| A              | 7  | Guillermo Barros Schelotto | Averti |          |
| A              | 16 | Marcelo Delgado            | 45e    |          |
| Remplaçants :  |    |                            |        |          |
| G              | 12 | Roberto Abbondanzieri      |        |          |
| D              | 20 | Joel Barbosa (en)          |        |          |
| D              | 10 | José María Calvo (en)      |        | 17e 111e |
| M              | 7  | Gustavo Pinto (en)         |        | 99e      |
| M              | 21 | Christian Gimenez          |        |          |
| A              | 9  | Antonio Barijho (en)       |        |          |
| A              | 16 | Ariel Carreño (en)         |        | 111e     |
| Entraîneur :   |    |                            |        |          |
| Carlos Bianchi |    |                            |        |          |